# Rowland Williams
Pour les articles homonymes, voir Williams.
Rowland Williams (16 août 1817 - 18 janvier 1870) est un théologien et pédagogue gallois. Il est directeur adjoint et professeur d'hébreu au St David's College, Lampeter, de 1849 à 1862 et l'un des théologiens les plus influents du XIXe siècle. Il soutient la critique biblique et est le pionnier des études religieuses comparatives en Grande-Bretagne. Il est également prêtre de l'Église d'Angleterre et vicaire de Broad Chalke dans le Wiltshire, où il est enterré. Williams est également crédité d'avoir introduit le rugby au Pays de Galles; L'équipe de Lampeter est la première à s'établir dans le pays ,.

## Jeunesse
Williams est le fils du pasteur et écrivain gallois Rowland Williams (décédé en 1854). Il est né à Halkyn, Flintshire et fait ses études au Collège d'Eton puis au King's College de Cambridge. Suivant les traces de son père, il est ordonné diacre en 1842 et prêtre en 1843. Il est tuteur classique du King's College pendant huit ans; à cette époque, il développe un intérêt pour les études orientales. En 1848, il reçoit un prix universitaire pour une thèse comparant le christianisme et l'hindouisme. Il est nommé directeur adjoint et professeur d'hébreu au St David's College, Lampeter en 1850 et travaille pour améliorer les conditions et les normes du collège . À ce stade, on pensait qu'il deviendrait probablement le premier véritable évêque gallois du Pays de Galles depuis près de deux siècles .

## Controverse théologique
En décembre 1854, en tant que prédicateur spécial à Cambridge, Williams donne une série de sermons, intitulée « Rational godliness ». Il soutient que tout ce qui est douteux dans la Bible peut être abandonné, avec peu ou pas de désavantage pour l'essentiel chrétien . Les opinions de Williams sont considérées comme pas tout à fait orthodoxes, bien que le travail semble assez conservateur aux générations suivantes . En 1855, l'évêque de Llandaff le contraint à démissionner de son poste d'aumônier examinateur dans son diocèse . Williams tente de défendre ses opinions dans la théologie de Lampeter, mais cela ne fait qu'empirer les choses . Il publie ensuite Christianisme et hindouisme, une version étendue de sa soumission pour le prix de Cambridge. Dans le dialogue, trois Européens et trois Hindous présentent leurs points de vue . On pense généralement que le jeune interlocuteur chrétien, Blancombe, représente les propres opinions de Williams .

## Essais et critiques
Williams rédige une critique des recherches bibliques du baron von Bunsen dans Essays and Reviews , publié en 1860. Williams salue l'approche critique de la Bible, qui est déjà établie en Allemagne . Il préconise une interprétation plus acceptable de certaines doctrines chrétiennes, par exemple en faisant valoir que l'expiation doit être comprise comme «le salut du mal en partageant l'esprit du Sauveur» et non comme «l'achat de Dieu au prix de ses douleurs corporelles» . Williams compare ceux qui s'opposent à la nouvelle critique biblique à des "sénateurs dégénérés avant Tibère". Williams est jugé et condamné pour hérésie par la Cour d'Arches, avec Henry Bristow Wilson, rédacteur en chef d'Essays and Reviews . Tous deux sont accusés de nier l'inspiration des Écritures . Leur acquittement, en appel devant le Comité judiciaire du Conseil privé, offre une précieuse protection à la liberté de pensée au sein de l'Église d'Angleterre.

## Dernières années
En 1859, Williams épouse Ellen, fille de Charles Cotesworth, un marchand de Liverpool. Le couple n'a pas d'enfant . Williams quitte Lampeter pour Broad Chalke, près de Salisbury, en juin 1862. Il a accepté d'y habiter en 1858 et y reste jusqu'à sa mort. Il est enterré à Broad Chalke, avec une fenêtre commémorative dans l'église. Dafydd Elis-Thomas, président de l'Assemblée nationale du Pays de Galles, a ouvert un nouveau centre de recherche à l'Université du Pays de Galles, Lampeter, le 8 avril 2005, nommé en l'honneur de Williams: The Rowland Williams Research Center for Theology and Religion. Trois arrière-arrière-petits-neveux de Rowland Williams étaient présents à la première conférence.